# Šemovec Breški
Šemovec Breški is een plaats in de gemeente Ivanić-Grad in de Kroatische provincie Zagreb. De plaats telt 89 inwoners (2001).